# موئل حيوي

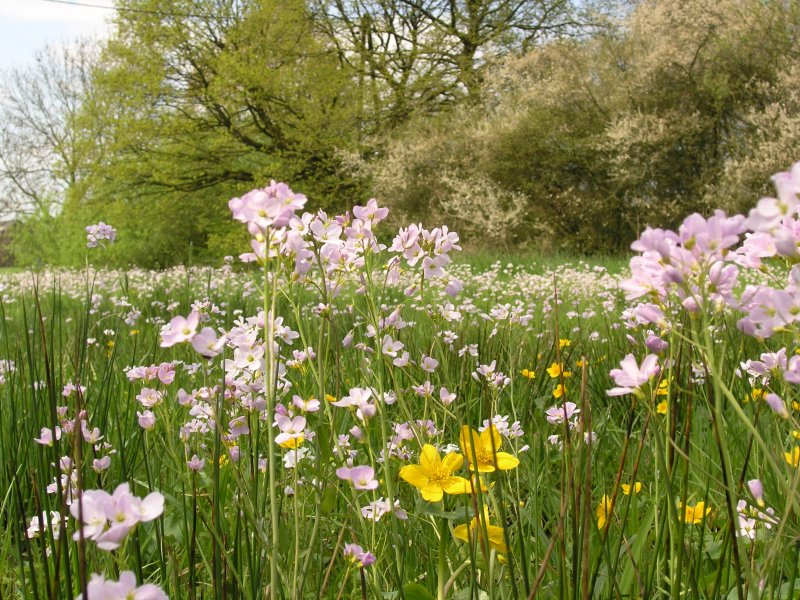
موئل حيوي على صورة مرج مزهر

الموطن الحياتي أو الوسط الطبيعي أو الموئل الحيوي أو مكان معيشة الكائن أو موطن حيوي (أو الموئل البيولوجي أو البيئة البيولوجية) (بالانجليزية Biotop) هي مساحة جغرافية في منطقة ذات ظروف بيئية متماثلة بحيث أنها توفر موطناً لتشكيلات معينة من الغطاء النباتي والمجموعات الحيوانية.
تكاد أن تكون كلمة موئل حيوي مرادفة لكلمة موطن في سياق علم البيئة، ولكن هناك فرق، إذ أن مصطلح موطن يهتم بموضوع التجمع السكاني للأحياء، في حين أن مصطلح موئل حيوي يهتم بموضوع الجماعة الحيوية أو المجتمع الحيوي.
يعود أصل الكلمة في اللغة الإنجليزية إلى اللغة الألمانية، حيث أن مبتدعها هو العالم إرنست هيكل.

## اقرأ أيضاً
- نبيت
- مجموعة حيوانية
- حيويات
- علم البيئة